# 博硕街道
博硕街道，是中华人民共和国吉林省长春市南关区下辖的一个乡镇级行政单位。2018年10月成立，博硕街道位于生态大街以东，小河沿子河以南，净月大街以西，南三环和博学路以北。辖区面积10.88平方公里，辖茗月、彩宇、永安、虹桥4个社区和靠边吴村，人口5.29万人。博硕街道办事处驻博硕路35号。

## 行政区划
博硕街道下辖以下地区：
茗月社區、彩宇社區、永安社區、虹橋社區、靠邊吳村。